# Gene Hackman
Gene Hackman (født 30. januar 1930 i San Bernardino, Californien, død 18 februar 2025 ) var en amerikansk karakterskuespiller. Han vandt en Oscar for sin præstation som politimanden i The French Connection (1971) og endnu en for sin rolle som sheriffen i De nådesløse (1992).
Hackman skrev på sin ældre dage flere romaner.

## Baggrund
Hackmans forældre blev skilt da han var barn, og han flyttede derfor meget rundt før han slog sig ned i Illinois, hvor han boede sammen med sin bedstemor. 16 år gammel drog han hjemmefra for at hverve sig i marineinfanteriet, hvor han var gjorde tjeneste i 3 år som radiooperatør. Derefter flyttede han til New York, hvor han havde flere mindre jobs. Han studerede derefter fjernsynsproduktion og journalistik ved et universitetet i Illinois.
Han døde 18. februar 2025, en uge efter sin kone, Betsy Arakawa, som var klassisk pianist.

## Skuespiller
I en alder af 30 år bestemte Hackman sig for at blive skuespiller. Han havde roller på delstatsteatret i Californien, men flyttede derefter tilbage til New York, hvor han medvirkede i flere mindre teaterstykker. I 1964 fik han tilbud om en rolle på Broadway, og dette åbnede døren til filmroller. Hackmans første filmjob var i Lilith, med Warren Beatty i hovedrollen. En rolle i Bonnie and Clyde fra 1967 førte til at han blev nomineret til en Oscar for bedste birolle. I 1971 blev han igen nomineret i samme kategori, denne gang for filmen I Never Sang for My Father. Året efter vandt han en Oscar for bedste mandlige hovedrolle som «Jimmy 'Popeye' Doyle» i filmen The French Connection.
I slutningen af 1980'erne var Hackman en højt respekteret skuespiller, og blev Oscar-nomineret for bedste hovedrolle i Mississippi Burning fra 1988. I 1992 vandt han sin anden Oscar for rollen i westernfilmen De nådesløse, også denne gang for bedste mandlige birolle.
Hackman regnes som én af de mest anerkendte skuespillere for sin tid. I mere end 40 år spillede han mangeartede roller, ikke kun på film, men også i fjernsynsproduktioner og på teaterscenen. Han huskes bl.a. for rollen som Lex Luthor i Superman og Superman II (1980). Han huskes også fra film som Behind Enemy Lines og Firmaets mand.
I april 2008 meddelte Hackman officielt, at han stoppede som skuespiller, fordi han kun fik tilbudt bedstefar-roller. Han havde sin sidste filmrolle i Welcome to Mooseport, der havde premiere i 2004.
Hackman har medvirket i cirka 80 film og omkring 20 tv-produktioner i løbet af karrieren.

## Filmografi

### Film
| År   | Titel                               | Rolle                                       | Noter                      |
| ---- | ----------------------------------- | ------------------------------------------- | -------------------------- |
| 1961 | Mad Dog Coll                        | Policeman                                   | Ukrediteret                |
| 1964 | Lilith                              | Norman                                      |                            |
| 1966 | Hawaii                              | John Whipple                                |                            |
| 1967 | Banning                             | Tommy Del Gaddo                             |                            |
| 1967 | Community Shelter Planning          | Donald Ross, Regional Civil Defense Officer | Short film                 |
| 1967 | A Covenant with Death               | Alfred Harmsworth                           |                            |
| 1967 | First to Fight                      | Sergeant Tweed                              |                            |
| 1967 | Bonnie and Clyde                    | Buck Barrow                                 | AA nomination Supt. Actor  |
| 1968 | The Split                           | Lieutenant Walter Brill                     |                            |
| 1969 | Riot                                | 'Red' Fraker                                |                            |
| 1969 | The Gypsy Moths                     | Joe Browdy                                  |                            |
| 1969 | Downhill Racer                      | Eugene Claire                               |                            |
| 1969 | Marooned                            | 'Buzz' Lloyd                                |                            |
| 1970 | I Never Sang for My Father          | Gene Garrison                               | AA nomination, Supt. Actor |
| 1971 | Doctors' Wives                      | Dave Randolph                               |                            |
| 1971 | The Hunting Party                   | Brandt Ruger                                |                            |
| 1971 | The French Connection               | NYPD Detective Jimmy 'Popeye' Doyle         | AA Best Actor              |
| 1972 | Prime Cut                           | Mary Ann                                    |                            |
| 1972 | The Poseidon Adventure              | Reverend Frank Scott                        |                            |
| 1972 | Cisco Pike                          | Sergeant Leo Holland                        |                            |
| 1973 | Fugleskræmslet                      | Max Millan                                  |                            |
| 1974 | The Conversation                    | Harry Caul                                  |                            |
| 1974 | Young Frankenstein                  | Harold, Den blinde mand                     |                            |
| 1974 | Zandy's Bride                       | Zandy Allan                                 |                            |
| 1975 | French Connection II                | NYPD Detective Jimmy 'Popeye' Doyle         |                            |
| 1975 | Lucky Lady                          | Kibby Womack                                |                            |
| 1975 | Night Moves                         | Harry Moseby                                |                            |
| 1975 | Bite the Bullet                     | Sam Clayton                                 |                            |
| 1977 | The Domino Principle                | Roy Tucker                                  |                            |
| 1977 | A Bridge Too Far                    | Major General Stanisław Sosabowski          |                            |
| 1977 | March or Die                        | Major William Sherman Foster                |                            |
| 1978 | Superman                            | Lex Luthor                                  |                            |
| 1980 | Superman II                         | Lex Luthor                                  |                            |
| 1981 | All Night Long                      | George Dupler                               |                            |
| 1981 | Reds                                | Pete Van Wherry                             |                            |
| 1983 | Under Fire                          | Alex Grazier                                |                            |
| 1983 | Two of a Kind                       | God                                         | Voice, uncredited          |
| 1983 | Uncommon Valor                      | Colonel Jason Rhodes, USMC (Ret.)           |                            |
| 1983 | Eureka                              | Jack McCann                                 |                            |
| 1984 | Misunderstood                       | Ned Rawley                                  |                            |
| 1985 | Twice in a Lifetime                 | Harry MacKenzie                             |                            |
| 1985 | Target                              | Walter Lloyd / Duncan 'Duke' Potter         |                            |
| 1986 | Power                               | Wilfred Buckley                             |                            |
| 1986 | Hoosiers                            | Coach Norman Dale                           |                            |
| 1987 | No Way Out                          | Defense Secretary David Brice               |                            |
| 1987 | Superman IV: The Quest for Peace    | Lex Luthor, stemme til Nuclear Man          |                            |
| 1988 | Bat*21                              | Lieutenant Colonel Iceal Hambleton, USAF    |                            |
| 1988 | Split Decisions                     | Danny McGuinn                               |                            |
| 1988 | Another Woman                       | Larry Lewis                                 |                            |
| 1988 | Full Moon in Blue Water             | Floyd                                       |                            |
| 1988 | Mississippi Burning                 | FBI Special Agent Rupert Anderson           | AA Nomination, Best Actor  |
| 1989 | The Package                         | Sergeant Johnny Gallagher                   |                            |
| 1990 | Loose Cannons                       | Detective MacArthur 'Mac' Stern             |                            |
| 1990 | Postcards from the Edge             | Lowell Kolchek                              |                            |
| 1990 | Narrow Margin                       | Robert Caulfield                            |                            |
| 1991 | Class Action                        | Jedediah Tucker Ward                        |                            |
| 1991 | Company Business                    | Sam Boyd                                    |                            |
| 1992 | Unforgiven                          | Sheriff Bill 'Little Bill' Daggett          | AA Best Supt. Actor        |
| 1993 | Firmaets Mand                       | Avery Tolar                                 |                            |
| 1993 | Geronimo: An American Legend        | Brigadier General George Crook              |                            |
| 1994 | Wyatt Earp                          | Nicholas Earp                               |                            |
| 1995 | De hurtige og de døde               | John Herod                                  |                            |
| 1995 | Crimson Tide                        | Captain Frank Ramsey                        |                            |
| 1995 | Get Shorty                          | Harry Zimm                                  |                            |
| 1996 | The Birdcage                        | Senator Kevin Keeley                        |                            |
| 1996 | Extreme Measures                    | Dr. Lawrence Myrick                         |                            |
| 1996 | The Chamber                         | Sam Cayhall                                 |                            |
| 1997 | Absolute Power                      | President Allen Richmond                    |                            |
| 1998 | Twilight                            | Jack Ames                                   |                            |
| 1998 | Antz                                | General Mandible                            | Voice                      |
| 1998 | Enemy of the State                  | Edward "Brill" Lyle                         |                            |
| 2000 | Under Suspicion                     | Henry Hearst                                | Also executive producer    |
| 2000 | The Replacements                    | Coach Jimmy McGinty                         |                            |
| 2001 | The Mexican                         | Arnold Margolese                            |                            |
| 2001 | Heartbreakers                       | William B. Tensy                            |                            |
| 2001 | Heist                               | Joe Moore                                   |                            |
| 2001 | Behind Enemy Lines                  | Admiral Leslie Reigart                      |                            |
| 2001 | The Royal Tenenbaums                | Royal Tenenbaum                             |                            |
| 2003 | Runaway Jury                        | Rankin Fitch                                |                            |
| 2004 | Welcome to Mooseport                | Monroe 'Eagle' Cole                         |                            |
| 2006 | Superman II: The Richard Donner Cut | Lex Luthor                                  | Archive footage            |

### Tv
| År      | Titel                               | Rolle                                           | Noter                                       |
| ------- | ----------------------------------- | ----------------------------------------------- | ------------------------------------------- |
| 1959–62 | The United States Steel Hour        | Various                                         | 8 episodes                                  |
| 1959–64 | Brenner                             | Officer Richard Clayburn / Patrolman Claibourne | 3 episodes                                  |
| 1961    | Tallahassee 7000                    | Joe Lawson                                      | Episode: "The Fugitive"                     |
| 1961–63 | The Defenders                       | Jerry Warner / Stanley McGuirk                  | 2 episodes                                  |
| 1963    | Look Up and Live                    | Frank Collins                                   | Episode: "Look Up and Live"                 |
| 1963    | Naked City                          | Mr. Jasper                                      | Episode: "Prime of Life"                    |
| 1963    | Route 66                            | Motorist                                        | Episode: "Who Will Cheer My Bonny Bride?"   |
| 1963    | The DuPont Show of the Week         | Douglas McCann                                  | Episode: "Ride with Terror"                 |
| 1963    | East Side West Side                 | Policeman                                       | Episode: "Creeps Live Here"                 |
| 1966    | The Trials of O'Brien               | Roger Nathan                                    | Episode: "The Only Game in Town"            |
| 1966    | Hawk                                | Houston Worth                                   | Episode: "Do Not Mutilate or Spindle"       |
| 1967    | The F.B.I.                          | Herb Kenyon                                     | Episode: "The Courier"                      |
| 1967    | The Invaders                        | Tom Jessup                                      | Episode: "The Spores"                       |
| 1967    | Iron Horse                          | Harry Wadsworth                                 | Episode: "Leopards Try, But Leopards Can't" |
| 1967    | CBS Playhouse                       | Ned                                             | Episode: "My Father and My Mother"          |
| 1967    | I Spy                               | Frank Hunter                                    | Episode: "Happy Birthday Everybody"         |
| 1967    | Insight                             | Holt                                            | Episode: "Confrontation"                    |
| 1968    | Shadow on the Land                  | Reverend Thomas Davis                           | Television film                             |
| 2008    | Diners, Drive-Ins and Dives         | Self                                            | Episode: "Big Breakfast"                    |
| 2016    | The Unknown Flag Raiser of Iwo Jima | Fortæller                                       | Stemme, dokumentar                          |
| 2017    | We, the Marines                     | Fortæller                                       | Stemme, dokumentar                          |

### Teater
| År        | Titel                     | Rolle                     | Noter                                     |
| --------- | ------------------------- | ------------------------- | ----------------------------------------- |
| 1960–1961 | The Premise               | Forskellige roller        | The Premise, Bleecker Street              |
| 1963      | Children from Their Games | Charles Widgin Rochambeau | Morosco Theatre, Broadway                 |
| 1963      | A Rainy Day in Newark     | Sidney Rice               | Belasco Theatre, Broadway                 |
| 1963      | Come to the Palace of Sin | Performer                 | Lucille Lortel Theatre, Off-Broadway      |
| 1964–1965 | Any Wednesday             | Cass Henderson            | Music Box Theatre / George Abbott Theatre |
| 1964–1965 | Poor Richard              | Sydney Caroll             | Helen Hayes Theatre, Broadway             |
| 1967      | The Natural Look          | Dr. Barney Harris         | Longacre Theatre, Broadway                |
| 1967      | Fragments / The Basement  | Baxter / Zach             | Cherry Lane Theatre, Off-Broadway         |
| 1992      | Death and the Maiden      | Roberto Miranda           | Brooks Atkinson Theatre, Broadway         |